# Walter Neumann (Politiker)
Walter Neumann (* 22. Dezember 1891; † 2. Dezember 1968) war ein deutscher Jurist und Politiker (DDP und FDP).

## Leben

### Familie, Ausbildung und Beruf
Walter Neumann studierte Rechtswissenschaft, promovierte und war in Bremerhaven als Rechtsanwalt und Notar tätig. Zudem war er Syndikus des Arbeitgeberverbandes Bremerhaven. Wegen seiner Ehe mit einer Jüdin hatte er in der NS-Zeit Berufsverbot.

### Politik
Neumann war Mitglied der Deutschen Demokratischen Partei (DDP), die sich 1930 mit der Volksnationalen Reichsvereinigung zur Deutschen Staatspartei (DStP) vereinigte und schließlich 1933 auflöste. Nach Ende des Zweiten Weltkriegs war er 1945 Mitglied des Beratungsausschusses (Advisory Committee) der US-Militärregierung (OMGUS) in Bremerhaven. Von 1946 bis 1947 war er Bürgermeister in Bremerhaven.
Er trat der FDP bei und gehörte von 1947 bis 1955 – während der 1. bis 3. Wahlperiode nach dem Krieg – der Bremischen Bürgerschaft an (MdBB). Während die erste gewählte Bürgerschaft 1946 nur in Bremen von der Bevölkerung direkt gewählt wurde, wurden die Bremerhavener Abgeordneten von der Stadtverordnetenversammlung im Februar 1947 entsandt. Im Laufe des Jahres 1947 kam Bremerhaven dann zu Bremen, womit sich die Struktur des Landes festigte. Neumann und andere Liberale aus Bremerhaven bildeten in der bremischen Bürgerschaft die Gruppe der FDP, die sich letztlich Anfang 1951 mit der vor allem in der Stadt Bremen aktiven Bremer Demokratischen Volkspartei (BDV) zur Fraktion BDV/FDP zusammenschloss. Im Juni 1955, kurz vor Ende der 3. Wahlperiode, trat Neumann aus der FDP aus und gehörte fortan keiner Fraktion mehr an.